# Universo de The Legend of Zelda
El universo de la serie de videojuegos The Legend of Zelda fue creado por el desarrollador de videojuegos japonés Shigeru Miyamoto. Consta de una multitud de lugares y razas, siendo Hyrule (ハイラル Hairaru?) el que más suele aparecer en la serie.

## Hyrule
El reino de Hyrule (ハイラル Hairaru?, pronunciado así: /ˈhаɪ raːl/, «HIGH-ral») es el mundo ficticio de ambientación medieval en el que toma lugar la serie de videojuegos de Nintendo, The Legend of Zelda. Ideado por Shigeru Miyamoto y habiendo sido destacado por su alto nivel de detalle, Hyrule está ya construido en los primeros juegos de The Legend of Zelda como un mundo no-lineal y en gran medida interactivo. Varios juegos de la serie tienen lugar en otras tierras distintas de Hyrule, como Link's Awakening, que transcurre en la Isla Koholint; Majora's Mask, en Términa; Oracle of Seasons and Oracle of Ages, en Holodrum y Labrynna, respectivamente; The Wind Waker y Phantom Hourglass, ambos ambientados en el Gran Mar, un Hyrule que ha sufrido una gran inundación (aunque gran parte de Phantom Hourglass transcurre en el Mundo del Rey del Mar, situado en otra dimensión); Spirit Tracks, en Nuevo Hyrule y Skyward Sword, en Altárea (España) o Neburia (América Latina), un grupo de islas flotando sobre las nubes.

Mapa del reino de Hyrule en The Legend of Zelda: Ocarina of Time

Hyrule es un próspero reino creado por las Diosas Din, Nayru y Farore. De acuerdo a la leyenda relatada en Ocarina of Time, Din creó y esculpió la tierra, Nayru creó las leyes de la naturaleza y Farore, se ocupó de habitarla creando una diversa vegetación y diversas formas de vida y razas tales como los Zora, los Goron, los Kokiri, los Sheikah, los Hylianos, los Gerudo, los Minish, los Deku. Todas ellas conforman diferentes autonomías y reinos, dentro de los cuales se destaca la Familia Real Hyliana (a la que pertenece la Princesa Zelda), que gobierna de manera justa y bondadosa. Una vez que las diosas finalizaron su creación, ascendieron por las alturas para desaparecer temporalmente, no sin antes dejar tras de sí, tres piezas triangulares. Dentro de dichas piezas colocaron su poder íntegro para gobernar el reino y todas las cosas. Posteriormente, este triángulo fue llamado Trifuerza. El reino fue posteriormente nombrado a raíz de su raza predominante, los Hylia.
La tierra de Hyrule recibe su nombre de la diosa Hylia, que renunció a su condición de inmortal para salvar el reino del Heraldo de la Muerte (la esencia encarnada del mal) y de la que desciende la Familia Real. Los habitantes de Hyrule, independientemente de la raza o tribu a la que pertenezcan, se denominan con el gentilicio de "hyrulianos". Sólo los que son similares en apariencia a los seres humanos pertenecen a la raza de los "hylianos".

Rupias.

Las rupias son la unidad monetaria de Hyrule y son cristales o gemas hexagonales con colores variados que determinan su valor. Las rupias pueden encontrarse principalmente al derrotar enemigos, cortar el césped, destruir jarrones o formaciones rocosas o al abrir cofres. Su aplicación primordial suele asociarse con la adquisición de nuevos objetos, así como para jugar minijuegos. Link no puede exceder en el número de rupias a la capacidad total de su bolsillo (en cada juego, el bolsillo de Link sólo puede contener un número determinado de rupias), por lo que los excedentes no se acumulan.

### Geografía hyliana
Hyrule, es una tierra que desde su creación ha pasado por diferentes procesos que la han transformado (inundaciones, guerras, colonizaciones, etc.). Básicamente, posee cordilleras montañosas o grandes campos. La única manera de salir es a través del mar o el bosque.
- El Castillo de Hyrule (ハイラル城 Hairaru-jō?): es el lugar de residencia de la Familia Real de Hyrule, una tierra mística perteneciente a la popular saga de videojuegos de Nintendo The Legend of Zelda. El Castillo apareció por primera vez en A Link to the Past, el tercero de la saga. Cada juego que contiene un Castillo de Hyrule tiene una disposición diferente o no permite el acceso al jugar a zonas que están disponibles en otros juegos. Hay rumores que dicen que cada castillo de cada juego es diferente, o que es el mismo castillo pero estéticamente cambiado por motivos de jugabilidad o estética.

- La ciudadela de Hyrule: se encuentra rodeando el castillo, en donde habitan los Hyruleanos (los Hyruleanos son todas las razas en conjunto que habitan Hyrule, y los Hylianos la raza). Además del castillo, también está el Templo del Tiempo (en Ocarina of Time, el Templo del Tiempo, se encuentra al noreste de la ciudadela, y la entrada al atrio es por un callejón en el mercado; por otro lado, en Twilight Princess, está en la Arboleda Sagrada. La arboleda se creó al abandonarse esa zona, de forma natural con la influencia de Farore, una de las diosas, y uno de los Espíritus de la Luz. La causa del abandono es la expansión del Imperio en los cien años transcurridos entre los episodios de la saga ya mencionados). Cuando Ganondorf gobierna, es completamente destruida y solo quedan ReDeads como habitantes (en Ocarina of Time). En Twilight Princess la ciudad se ubica en todo el centro de Hyrule en la provincia de Lanayru es un lugar muy concurrido en donde hay mucha cantidad de gente haciendo sus distintas labores, en esta ciudad se encuentra un mercado, un circo, un taller de la fortuna, un bar, etc. Y viven minish en esta ciudad aparte de los hyruleanos que viven en esta ciudadela (The Minish Cap)
- Llanura de Hyrule: la Llanura de Hyrule, también conocida como Campiña de Hyrule, es una extensa zona que se encuentra en el centro del mapa, la cual funciona como conexión entre región y región. En Ocarina of Time es cuando esta aparece por primera vez. En ella, Link podía cabalgar con Epona, obtener Skultullas Doradas, y derrotar Poes o Grandes Poes. Link puede acceder a ella después de obtener la Piedra Espiritual del Bosque.

- El pueblo Kakariko: es un punto importante del Reino, pues fue construida por los sheikah, bajo las órdenes de Impa. Por ella se va a la Montaña de la Muerte y al Cementerio de Kakariko. En Twilight princess se ubica al oeste de Hyrule a los pies de la imponente montaña de la muerte en la provincia de Eldin, en este juego el pueblo de Kakariko se encuentra casi deshabitado debido a que las personas que vivían en este lo fueron abandonando debido a las constantes erupciones de la montaña de la muerte que peligraban al pueblo y el repentino cambio de trato por parte de los gorons a los aldeanos. Un chamán (Leonardo) y su hija (Lila), un vendedor de bombas (Barner Bombs O Don Mechas) son sus únicos habitantes, aunque más tarde, luego de la intervención de Link, algunos gorons poblarían el pueblo debido a las aguas termales que hay por el calentamiento del volcán.

- Ciudad Goron: es el lugar donde viven éstas extrañas criaturas de piedra. Es una especie de gigantesco laberinto. Gobernado por Darunia, el "Gran Hermano". En Twilight Princess está gobernado por Gor Coron, el suplente de Darbus (Patriarca de la tribu) y sus 4 consejeros ancianos.

- Dominios Zora: está conectado con el Lago Hylia. Gobernado por el Rey Zora y Ruto. En Twilight Princess es gobernado por la descendiente del rey Zora Rutela, la reina Zora, pero a la muerte de ésta, su hijo Ralis asumirá el cargo.

- Bosque Kokiri: lugar donde viven los Kokiri, una especie de niños pequeños que nunca crecerán y tienen prohibido abandonar su bosque, ya que sus creencias dicen que si dejan el bosque ellos morirán, pero eso es falso, ya que en los créditos al final del juego, están todos en una fiesta en el rancho Lon Lon, en el centro de la pradera Hyrule. Aquí empieza Link viviendo en Ocarina of Time. El bosque es custodiado por el Venerable Árbol Deku, Espíritu Guardián del bosque y encargado de vigilar todo lo que en él ocurre.

- Bosques Perdidos: los Bosques Perdidos son un verdadero laberinto. Es fácil perderse, y habitan muchos Skull Kids. En Twilight Princess los bosques perdidos parecen haberse convertido en la Arboleda Sagrada (por la similitud, y la aparición de skull kid en este lugar, teniéndose en cuenta que Skull Kid en Ocarina of Time solo aparece en los Bosques Perdidos).

- Lago Hylia: En Ocarina of Time es un pequeño Lago donde hay un laboratorio y un coto de pesca. En sus profundidades se encuentra el templo del agua. En Twilight Princess el Lago Hylia se ubica al sur de la provincia de Lanayru en el cual desemboca el río Zora. Está situado en una gran fosa sobre la que fue construido el puente del lago Hylia (el más largo de Hyrule). En sus alrededores se encuentran la casa de atracciones de los hermanos gitanos y el santuario de Lanayru. Al igual que en Ocarina of Time, en sus profundidades se halla el templo del agua, construido por la raza zora.

- Montaña de la Muerte: En The Legend of Zelda: Ocarina of Time es una montaña ubicada al norte de Kakariko en la que habita la raza goron y una colonia de monstruos llamados dogongos. Esta montaña es, en realidad, un volcán activo. En su cima se encuentra la morada de una Gran hada y el templo del fuego. En The Legend of Zelda: Twilight Princess este es el lugar en el que los goron viven y trabajan, ubicado en la provincia de Eldin. Los gorons construyeron unas minas de donde extraen rocas y hierro. En algunas zonas hay piscinas de aguas termales que los gorons utilizan para relajarse, descansar y recuperarse. Al igual que en Ocarina of Time, se trata en realidad de un volcán.

- Desierto Gerudo: es un desierto donde viven las mujeres ladronas, las Gerudo, avergonzadas por la mala reputación que tienen tras gobernar Ganondorf a todo Hyrule. Viven en una sociedad amazónica, donde las mujeres se reproducen tras asaltar a hylianos en la ciudad. Cada cien años aparece en el desierto su rey, al que están obligados a serle leales. Pese a todo en Ocarina of Time encontramos a una gerudo (Naabooru) que no es leal a Ganondorf, rey por aquel entonces. En Twilight Princess, el desierto se ubica al oeste (al este para Wii) de Hyrule, en este juego el desierto es un lugar totalmente deshabitado, las mujeres gerudo desaparecieron emigrando a otras tierras dejando al desierto en manos de monstruos por lo cual esta región de Hyrule fue aislada totalmente, ya que la única forma de llegar a ella es que te lancen por un cañón de los gitanos en el lago Hylia, en el desierto se encuentra la prisión del desierto en la que antiguamente encerraban, condenaban y ejecutaban a los maleantes, pero ahora está abandonada siendo habitada por espíritus, en el centro de este patíbulo se halla el Espejo Crepuscular, el cual lleva al Reino del Crepúsculo, una dimensión contraria y alternativa a Hyrule.

- El Rancho Lon Lon: está situado en el centro del campo Hyrule, a cargo de Talon y Malon, después de la invasión de Ganon es controlado por el despiadado Ingo (exempleado de Talon), aunque posteriormente y gracias a la ayuda de Link, todo vuelve a la normalidad: Talon y Malon son las dueñas del rancho e Ingo es un empleado frustrado. En este lugar se encuentra Epona (Yegua), a quién obtiene Link después de ganar una apuesta contra Ingo. En Twilight princess al parecer el Rancho Lon Lon no existe, pero hay un rancho al sur de Ordon que al parecer lo sustituye. Algunos creen que Talo y Malo de Twilight Princess son los descendientes de Talon y Malon por el parecido de los nombres.

- Pico Nevado: ocupa toda la provincia montañosa del norte, allí se encuentran las montañas más altas de Hyrule las cuales están cubiertas de nieve razón por la cual están deshabitadas, excepto por dos Yetis, a los que les gusta echar carreras en la nieve, viven en un antiguo monasterio enclavado en lo profundo de estas montañas. Solo aparece en TP. Como curiosidad, en la traducción al castellano se le ha dado el mismo nombre que a la montaña nevada de Termina, el escenario de Majora's Mask, pero en inglés los nombres son diferentes: Snow Peak en TP y Snowhead en MM.

- Términa (タルミナ): es el mundo ficticio en el que se desarrolla el videojuego de Nintendo titulado The Legend of Zelda: Majora's Mask, de la serie de videojuegos The Legend of Zelda. Se trata de una dimensión alterna, psicodélica y oscura del Reino de Hyrule. La gran mayoría de los habitantes del reino Hyliano tienen su representación en este mundo físicamente, aunque su comportamiento, personalidad y ocupación varía considerablemente de una dimensión a otra.
- Lorule: mundo ficticio que aparece en A Link Between Worlds. Este es un mundo paralelo a Hyrule, en el cual, la Trifuerza ha sido destruida debido a una guerra civil. Los personajes de esta dimensión son similares a los de Hyrule, solo que más molestos y oscuros. El mundo es una versión devastada de Hyrule, ya que sin su Trifuerza, este no pudo sostenerse.

## Espada Maestra
La Espada Maestra (マスター ソード Masuta Sodo?), también conocida como la "Espada de Hyrule", es una espada sagrada que actúa a menudo como el arma de Link como el héroe elegido para derrotar a Ganon y sirve como llave para entrar al Reino Sagrado. Presentada por primera vez en A Link to the Past, que tiene el poder de "repeler el mal", lo que le permite superar la poderosa magia negra y los seres del mal y evitar que estos toquen la espada. En The Legend of Zelda: Skyward Sword, la hoja comenzó originalmente como la Espada Divina que tiene un avatar femenino consciente llamado Fay integrada en ella. Con el tiempo, la Espada Divina se transforma en su estado actual después de haber sido infundido con las tres Llamas Sagradas y Fay infundéndose en la Espada Maestra una vez que absorbe los restos del Heraldo de la Muerte.
La espada se basa tradicionalmente en lugares sagrados indígenas de Hyrule, como el Templo del Tiempo y el Bosque Perdido. Al igual que en la leyenda del rey Arturo, la Espada Maestra a menudo se obtiene primero tirando de una piedra. La espada no está a menudo a su plena potencia, lo que lleva a que sea necesario "recargar" de alguna manera, o tener su poder aumentado más allá de su nivel normal para luchar contra Ganon. En Twilight Princess, el poder de la espada se incrementa en los dos Taiyos en el Palacio del Crepúsculo. The Legend of Zelda: The Wind Waker establece que la espada tiene el poder de dos sabios rezando a los dioses para mantener su poder, o de lo contrario no podrá impedir a una persona malvada de la obtención de la Trifuerza.
La Espada Maestra es una espada de una mano de doble filo. La sección transversal de la cuchilla es hexagonal con ningún lavador. En los pisos de la hoja cerca de la empuñadura hay un símbolo de la Trifuerza, grabado en el acero o estampada en oro. Tiene un quillón curvado azul o púrpura en la forma de un par de alas con una pequeña joya de color amarillo donde se encuentra con la empuñadura. La empuñadura es a menudo acolchada roja con arcos azul. Desde The Wind Waker, la hoja de la Espada Maestra resplandece blanca cuando es revivida por los sabios a la mitad del juego.
Nintendo Power listó la Espada Maestra como una de las mejores armas en la historia de los videojuegos citando que es más que un arma poderosa sino que es fundamental en las aventuras de Link así como en su desarrollo como personaje.

## Trifuerza

Tres triángulos superpuestos representan la Trifuerza.

Trifuerza (トライフォース) es la reliquia dorada de poder omnímodo capaz de hacer realidad todos los sueños de los mortales que posan sus manos sobre ella. Compuesta de tres triángulos, es un símbolo del equilibrio entre los tres grandes poderes con los que las diosas Din, Nayru y Farore crearon el mundo: poder, sabiduría y valor, respectivamente. Contiene la esencia misma de las diosas, que la dejaron en la tierra con la esperanza de que algún mortal merecedor de su poder, llevase al mundo a una era de prosperidad.
La Trifuerza adornada con las alas de un pelícaro (un ave ancestral) es el emblema de la familia real de Hyrule.

## Razas

### Deku

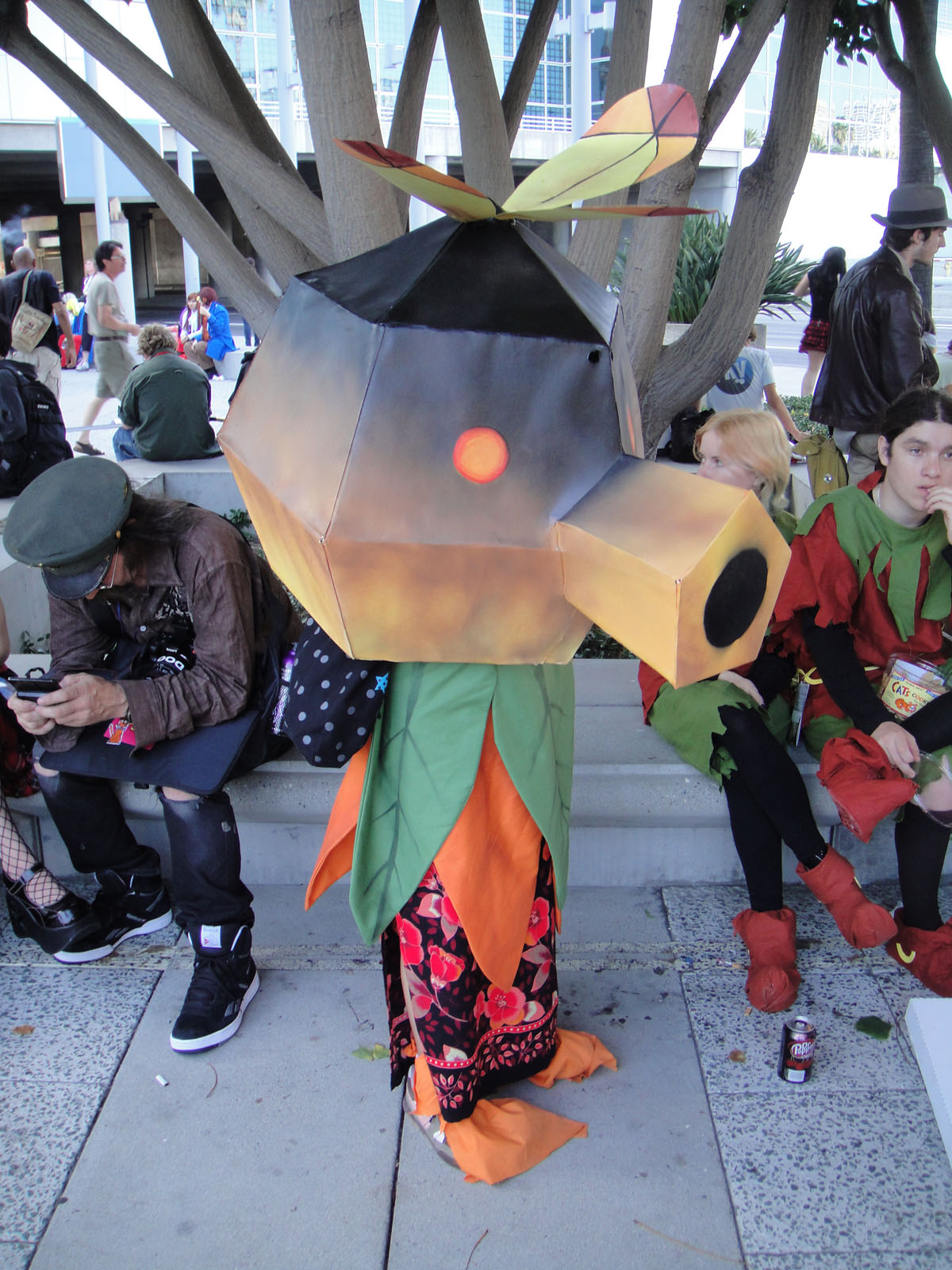
Cosplay de un Deku

Deku es una de las criaturas de los juegos de la saga The Legend of Zelda. Los Deku son criaturas vegetales, son de tamaño medio, con hojas en la cabeza y parecen ser de madera; en su cara destaca su boca con forma de trompeta. Entre sus habilidades naturales se encuentran: disparar nueces Deku por la boca y esconderse en las flores Deku (unas flores muy grandes que crecen en el suelo). Hay una subespecie de Deku, los mad Deku (o Dekus locos), de colores anaranjados, más fuertes y mucho más agresivos. La forma de derrotar a los Deku es simple: apuntarles y usar el escudo para hacer que la nuez que te disparan rebote. En ese momento les golpeará y acabarás con ellos.
En el juego The Legend of Zelda: Majora's Mask, Link es convertido en Deku por Skull Kid, adquiriendo así la habilidad de disparar proyectiles verdes y el uso de flores Deku para planear por un corto período. Mientras Link permanezca en forma de esta raza, el contacto con el fuego supone la muerte instantánea, mientras que en el agua puede rebotar un número determinado de veces.
Mientras que en Hyrule los Deku están desperdigados sin ningún orden, en Termina (territorio del Majora's Mask) tienen un palacio (el palacio Deku), un rey y una princesa. Además, algunos trabajan vendiendo judías mágicas, y se puede comprar su flor Deku para utilizarla.
Los matorrales Deku desarrollaron una gran civilización en Termina, mientras que en Hyrule solo se dedican a vender y/o a hacer daño.

### Gerudo

Símbolo Gerudo

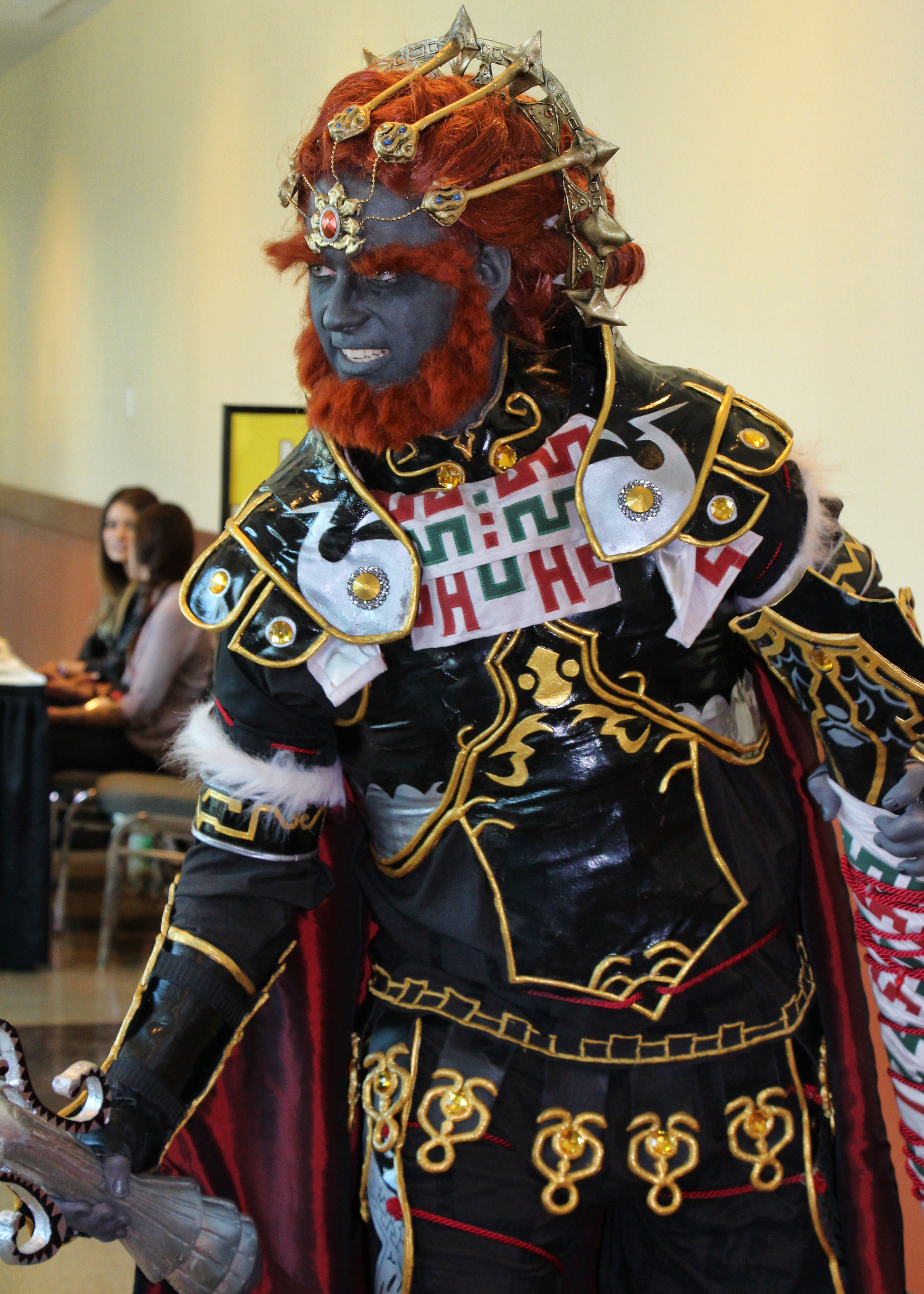
Cosplay de Ganondorf (Gerudo)

Las Gerudo forman una de las diferentes razas ficticias que aparecen en la serie de videojuegos de The Legend of Zelda, concretamente, en los juegos The Legend of Zelda: Ocarina of Time, The Legend of Zelda: Majora's Mask y actualmente en The Legend of Zelda: Breath of the Wild y The Legend of Zelda: Tears of the Kingdom. Su piel es morena, su cabello rojizo y sus ojos dorados, y a diferencia de otras razas, sus orejas no son largas y puntiagudas.
Son una raza de ladronas que viven en una sociedad amazónica al margen de la Familia Real de Hyrule, compuesta en su mayoría por mujeres, entre las que según sus leyendas, sólo cada cien años nace un hombre, el cual es nombrado rey. El único rey conocido de las Gerudo es Ganondorf, también conocido como Ganon, antagonista principal de los juegos de Zelda. Por otra parte, Link es nombrado como miembro de las Gerudo como reconocimiento por haber hecho frente a varias guerreras gerudo.
No obstante, no todas las mujeres Gerudo son leales a su malvado rey. Nabooru, conocida por ser una "ladrona honrada", está en contra de los planes de su líder e intenta acabar con ellos robando los Guantes Plateados. Nabooru es elegida por las Diosas como Sabia del Espíritu.
En Ocarina of Time, las Gerudo habitan en el Valle Gerudo y sus proximidades, un área bastante árida al oeste de Hyrule donde se encuentra su fortaleza y áreas de entrenamiento. El Valle Gerudo se encuentra muy próximo al desierto con el que las Gerudo también tienen cierta relación, pues en el Colosso del Desierto se encuentra una estatua gigante de un antepasado de las gerudo, la cual es en realidad el Templo del Espíritu que se esconden dos brujas de hielo y de fuego.
Según una de las rocas cotillas que aparecían en Ocarina of Time, las mujeres Gerudo, para reproducirse y que su raza pueda tener continuidad, "asaltan" a hombres Hylianos en el mercado de la ciudadela del Castillo de Hyrule.
En Majora’s Mask, las Gerudo se muestran como ladronas pirata, habitando en una fortaleza secreta en la Gran Bahía, al oeste de Términa. Su objetivo en esta ocasión es encontrar los huevos Zora, de los cuales se han hecho con cuatro de los siete en total, para así poder entrar al Templo que flota en el océano, ya que Skull Kid les contó que en él se albergan multitud de tesoros.
En Breath of the Wild y The Legend of Zelda: Tears of the Kingdom, la tribu Gerudo es una de las cuatro tribus a las que Link tendrá que ir para poder recuperar el control de las cuatro bestias divinas. La bestia de las Gerudo es Vah Naboris, la cual era controlada por la campeona Urbosa.
Las Gerudo en este juego se caracterizan por tener piel oscura, un cuerpo grande y musculoso, y un carácter fuerte. Tienen su principal asentamiento en el medio del Desierto Gerudo, en un lugar llamado Ciudadela Gerudo, en la esquina suroeste de Hyrule. Este desierto está aislado del resto del reino por la Cordillera Gerudo, y la ruta más fácil para acceder a él es atravesado un largo cañón.
En este juego, la tribu está compuesta totalmente por mujeres, y está prohibido el ingreso de hombres a La Ciudadela Gerudo, por eso, Link tiene que vestirse como mujer para poder infiltrarse.
Cuando Link llega a la región, se entera de que la bestia divina Vah Naboris tiene un comportamiento anormal que causa grandes tormentas de arena y tira rayos, lo cual preocupa a las Gerudo.
Además, miembros del Clan Yiga robaron el casco del trueno, el cual es un tesoro sagrado para las Gerudo.
Link va a hablar con la matriarca Riju, y le explica toda la situación. Entonces la matriarca le pide que antes de entrar en Vah Naboris, necesita el casco del trueno para poder calmarla antes y evitar que les caigan rayos.
Link va al norte de allí, y entra a la guarida del Clan Yiga en el Cañón de Calex, donde tiene que atravesar toda la guarida sigilosamente hasta enfrentarse con el jefe del Clan Yiga. Cuando lo derrote, Link recibirá el casco del trueno, y por fin podrá ir con Riju a calmar a la bestia divina para poder recuperar su control.
Cuando recupere el control de Vah Naboris, Link recibirá un contenedor de corazón y “La Ira de Urbosa”, un nuevo poder que te permite electrificar a todos los enemigos que tenga cerca.

### Hyliano

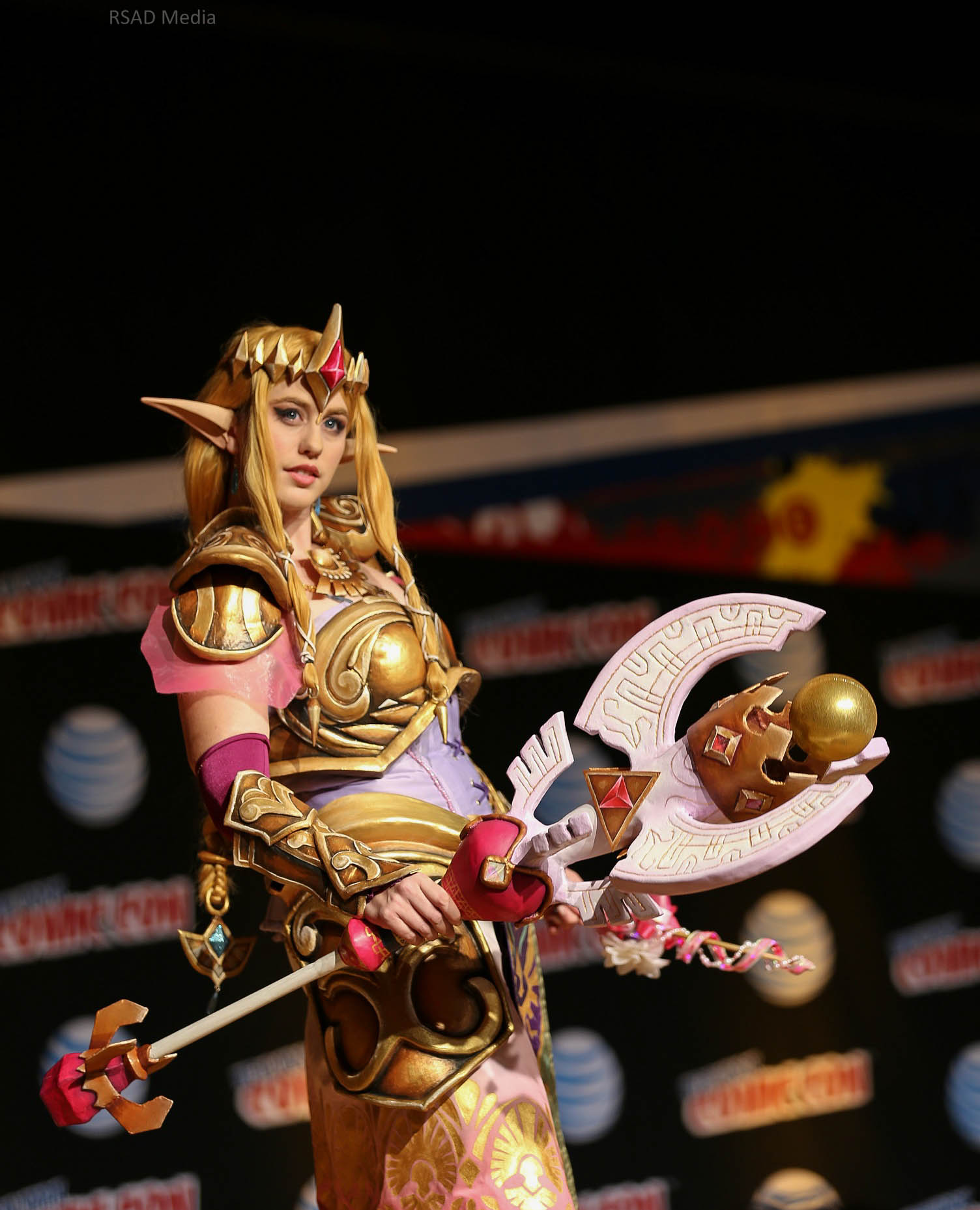
Cosplay de la princesa Zelda (Hyliana)

Los hylianos son la raza que más abunda en el reino de Hyrule. En las más recientes entregas de la serie se presentaron otras especies que comparten el reino con ellos y que, en su mayoría, les son leales: Los goron, los zora, los kokiri y los casi desaparecidos sheikah (no se incluye en esta enumeración a las gerudo, pues no pertenecen al Reino de Hyrule. No obstante es otra de las razas que aparecen en The Legend of Zelda).
Los hylianos se distinguen a simple vista de los humanos comunes por la forma de sus orejas, más alargada, presumiblemente inspirada en una de las representaciones más populares de los elfos. Según las leyendas de Hyrule, estas orejas tan distintivas les sirven para escuchar los mensajes de los dioses. Su nombre proviene de la diosa Hylia, que renunció a su condición divina para volverse mortal y evitar que la Trifuerza cayese en manos del Heraldo de la Muerte, el diablo.
Es importante destacar que la denominación «hyliano» solo hace referencia a los miembros de dicha raza, que no debe ser confundido con «hyruliano», el gentilicio de Hyrule.
Los Hylianos forman la Corte del Reino y los miembros de su raza componen la Casa Real. Entre los reyes Hylianos más destacables están Daltus y Daphness Nohansen Hyrule (el último Rey de Hyrule). Una tradición de la Casa Real de Hyrule es dar a cada mujer de la familia el nombre de Zelda.
La lengua de los hylianos ha aparecido representada en varias versiones del juego como un conjunto de letras de características angulares, a simple vista ilegible y ficticio. No obstante está inspirado en el idioma japonés y tiene un sentido y estructura real. Esta lengua, como en la realidad ha ocurrido con todas las lenguas de la Tierra, ha ido evolucionando a lo largo del tiempo, desde su forma más antigua en The Legend of Zelda: Skyward Sword hasta la más actual aparecida en The Legend of Zelda: Breath of the Wild. En los manuales de instrucciones de algunos juegos podemos encontrar silabarios en los que aparecen las traducciones de cada uno de los caracteres que componen el alfabeto tanto del Hyliano Arcaico como del Hyliano Moderno, al alfabeto occidental.
La trama de los videojuegos usualmente se desarrolla alrededor de las leyendas Hylianas y Sheikahs, en las que el elemento principal suele ser una reliquia sagrada conocida como la Trifuerza, en la que reside el poder de las diosas que crearon el mundo: Din, Nayru y Farore, y que fue dejada en la tierra por éstas después de crearla. La Trifuerza, adornada con unas alas de un pelícaro/neburí (ave ancestral aparecida en Skyward Sword, es el emblema de Hylia) a cada lado es, además, el emblema de la Familia Real de Hyrule.
Otro elemento frecuente en las leyendas es el héroe, que aparecerá cada vez que el mal vuelva a surgir, y que en cada juego es representado por Link, protagonista de la serie de videojuegos, a quien el usuario debe controlar.

### Minish
Los Minish, también conocidos como Picori (ピッコル Pikkoru?, inspirado por los Koropokkuru), son pequeñas criaturas antropomorfas del tamaño de insectos que generalmente suelen ser amables y predispuestos a ayudar, aunque Vaati (グフー Gufū?) es un ejemplo de Minish malvado. Sólo son visibles a niños o puros de corazón y suelen vivir en bosques apartados de los humanos, pero también dentro de edificios y agujeros a lo largo de toda la geografía de Hyrule. Existen tres variantes de Minish que se distinguen según su atuendo: Minish de bosque, de ciudad y de campo. Aparecen en el título The Minish Cap.

### Sheikah

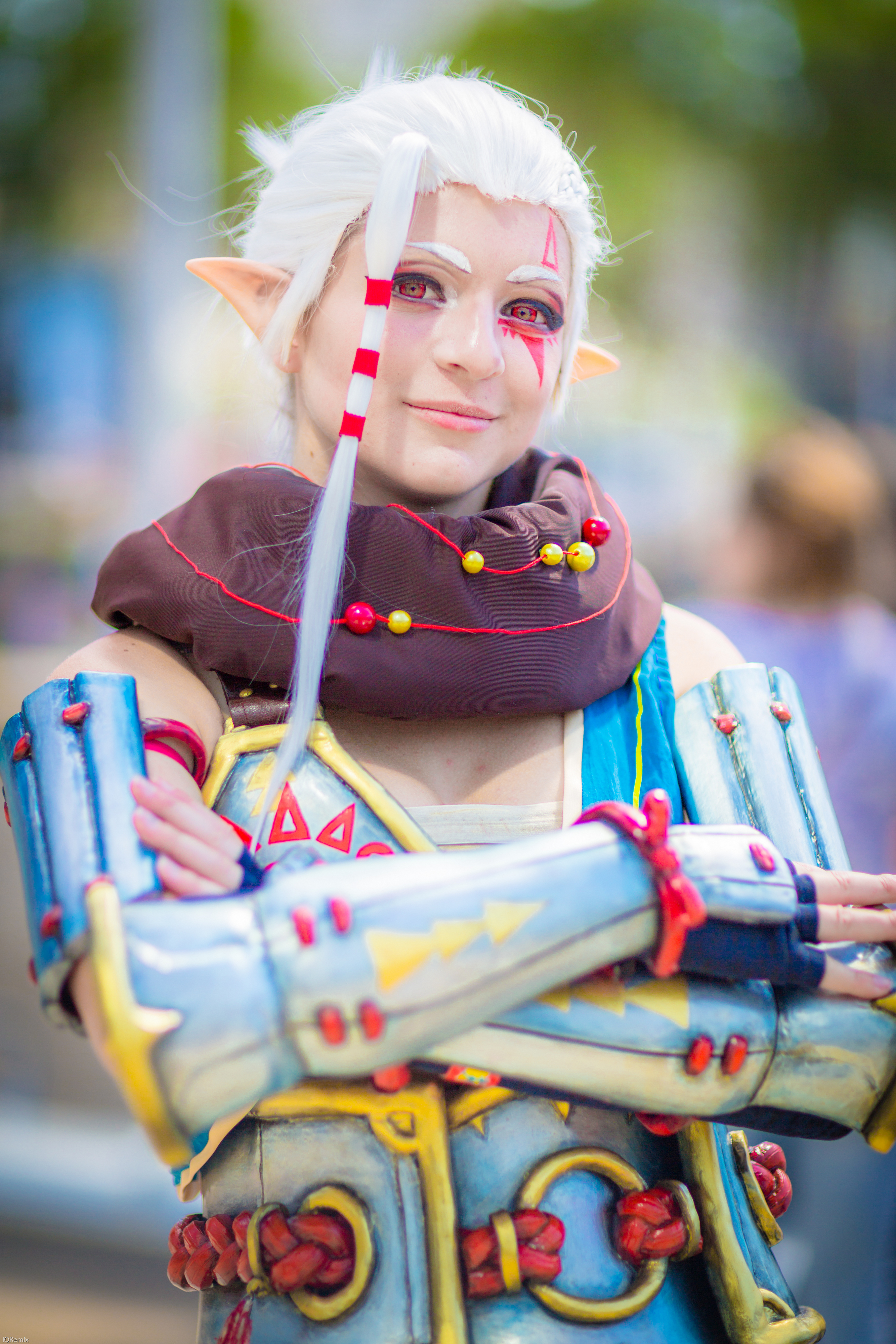
Cosplay de Impa (Sheikah)

Sheikah forman una de las razas que aparecen en los videojuegos de la saga de Nintendo "The Legend of Zelda". En el mundo ficticio de la saga de videojuegos The Legend of Zelda.
En Twilight Princess, los sheikah son una raza a la que pertenecen Impa e Impaz, siendo esta la sucesora de Impa guardaespaldas de la princesa Zelda. También se especula que la pitonisa de Twilight Princess es una sheikah debido a que lleva los rasgos más característicos de esta raza. Son seres con forma humana con las orejas en forma de punta (como los hylianos) tienen los ojos de color rojo y suelen llevar un símbolo como tatuaje que representa un ojo con una lágrima debajo. Son protectores de la familia real de Hyrule. Esta raza fue extinguida debido a la guerra carcelaria, quedando nada más Impa y dejando solo algo de sus conocimientos y algunos artefactos como las piedras cotilla y la lente de la verdad. Suelen esconderse en las sombras sin ser visto, a las sombras de los hylianos y son buenos en el arte de desaparecer sin ser visto.
Siempre se habla de ésta como una raza ya extinta. No se dan datos concretos sobre lo que les sucedió, pero al parecer tendría que ver con las numerosas guerras que azotaron el Reino de Hyrule antes de que el rey instaurara la paz y reinara la tranquilidad, todo ello anterior a los acontecimientos de Ocarina Of Time. En " The Legend of Zelda: Twilight Princess " se descubre dónde habitaban en el más absoluto de los secretos, se trata de la Aldea Oculta situada en la provincia de Lanayru, (cerca del Puente de Eldin) , para el cual los diseñadores del juego optaron por un estilo Lejano Oeste. En esta zona del juego debemos de matar enemigos hasta llegar a la casa donde está encerrada la que según dicen es la última descendiente de la tribu, la anciana Impaz (podemos relacionar su nombre con el de Impa, la nana protectora de Zelda y Sabia de las Sombras).
Los Sheikah son también los que antaño fundaron el pueblo de Kakariko, y, según nos cuenta un guardia real de Ocarina Of Time, fueron ellos quienes dieron permiso hace tiempo para poder vivir en su próspera aldea a los Hylian, quienes recibirían de herencia el poblado tras la desaparición de la tribu, no sin olvidar su eterna gratitud con los Sheikah. De hecho, Impa se crio allí e hizo mucho por los habitantes y el pueblo en general.
Principalmente, son con gran orgullo y hasta la muerte los protectores de la familia real de Hyrule. Tienen las orejas largas y puntiagudas y siempre visten ropas con el símbolo de su tribu: el ojo y la lágrima (no confundir con el símbolo del ojo que portan algunos villanos (Aganim, Vaati, etc) y que es diferente, e identifica más bien a aquellos que dominan la magia negra).
Los Sheikah conocen muchas leyendas e historias acerca de la tierra de Hyrule y son expertos en el "arte" de la desaparición, la velocidad, y el sigilo.
Como ya dijimos, esta raza está prácticamente extinta, tan sólo Impa, la niñera de Zelda, aparece en The Legend of Zelda: Ocarina of Time. Nos encontramos también en este juego a una joven misteriosa llamada Sheik que intenta hacerse pasar por uno de ellos para ocultar su verdadera identidad como la princesa Zelda.
En Ocarina of Time, en el cementerio de Kakariko, podemos ver que hay una gran lápida en memoria de todos los extinguidos Sheikah.
En este juego hay varios objetos que se les atribuyen, como las lentes de la verdad y las llamadas "piedras cotilla" con las cuales se puede hablar si se lleva puesta la máscara de la verdad, que fue hecha por sheikahs.
En Breath of the Wild, la tribu Sheikah sigue existiendo, y es una de las tribus más importantes del juego.
La tribu se encuentra dispersa por toda la región de Necluda, en las aldeas de Kakariko y Hatelia. Aunque la gente de esta tribu es muy similar a los hylianos, tienen algunas diferencias con ellos. Se caracterizan por su vestimenta blanca y roja, su pelo blanco, su inteligencia superior, y su tecnología ancestral muy avanzada. Ellos fueron los que crearon a los
guardianes, robots muy resistentes que fueron creados para derrotar a Ganon, pero al final se volvieron en su contra. También crearon el artefacto más importante del juego: la “Tableta Sheikah”.
Cuando Link despierta de su letargo de 100 años, la primera cosa que recibe es la “Tableta Sheikah”, el artefacto más importante del juego. Esta tableta tiene muchísimas funciones: apertura de puertas, mapa, vista subjetiva, sensor Sheikah, y un álbum de fotos.
También posee 5 módulos: Magnesis, Bombas Remotas, imnóvilis, crionis, y una cámara.
Luego de que Link sale de la Meseta de los Albores, su primera misión es ir a hablar con Impa en la Aldea Kakariko. Allí, Impa le contará toda la historia del cataclismo de Hyrule hace 100 años, así se activa la misión principal del juego: las cuatro bestias divinas.
Luego de hablar con Impa, ella le dice a Link que su Tableta Sheikah está dañada. Tras esto, Link se dirige al laboratorio de la aldea Hatelia, donde la reparan y mejoran sus módulos.
Luego de que reparan la tableta, Link puede usar la cámara y acceder al álbum de fotos, donde encuentra fotos que tomó la Princesa Zelda antes del cataclismo. Cuando Link va a los lugares de las fotos, Link puede recordar lo que pasó allí.

### Goron

Símbolo Goron

Los Goron forman una de las diferentes razas que habitan en Hyrule, el mundo ficticio que aparece en los videojuegos de la saga The Legend of Zelda, de Nintendo. Por norma general, los Goron son una especie mitad hombre mitad roca, son una especie pacífica y relajada que emplea la mayor parte del tiempo excavando en busca de rocas, su principal fuente alimenticia (aunque en Majora's Mask afirman alimentarse también de Dodongos, una especie de lagartija gigantesca que expulsa fuego por la boca). Son capaces de moverse velozmente doblando su cuerpo hasta convertirse en una bola, pero prefieren sentarse en torno al fuego y bailar y cantar alegremente. Los Goron suelen decirle hermano a sus conocidos y también acaban todas sus frases con la muletilla "goro".Hyrule, Termina y Labrynna cuentan con asentamientos Goron muy avanzados.
El líder de esta raza en Hyrule es Darunia, un Goron muy preocupado por sus súbditos al que le encantan las fiestas y bailar y que considera tanto al Rey de Hyrule como a Link sus "hermanos leales" (Tanto es así que Darunia le pone "Link" de nombre a su propio hijo). Darunia es elegido por las Diosas como Sabio del Fuego.
Siglos después, durante The Legend of Zelda: Twilight Princess, la Montaña de la Muerte ha cambiado completamente, así como la apariencia de los Goron, que se han vuelto más hostiles. Su líder, GoroKong ha sido poseído por el poder del crepúsculo, y los Cuatro Sabios se han encerrado en las minas a la espera de la llegada del Héroe Legendario (Link). Las relaciones con Kakariko se han roto, hasta el punto de que los Goron arrasaron la aldea en una ocasión y esta fue reconstruida. Ahora no permiten el paso de humanos a su ciudad sino hasta que Link se infiltra en esta y le demuestra a los Goron que es de confiar y acaba con el poder maligno que poseyó a su jefe, entonces los Goron volvieron a su comportamiento pacífico e incluso les ayudaron a reconstruir la aldea. A estos Goron "evolucionados" les encanta el sumo y bañarse en aguas termales.
En Termina, Darmani fue el único goron que no era líder pero si le llegaron a ofeecer el puesto después de vencer a Goht y todos estaban de acuerdo pero esto tiene que rechazarse ya que darmani para ese entonces está muerto. Link, no obstante, mantiene su espíritu vivo gracias a la Máscara Goron.
Sólo unos pocos Goron sobrevivieron a la Gran Inundación de Hyrule. Los que quedan se dedican a comerciar con mercancías exóticas por las islas, siempre intentando pasar desapercibidos, cubriéndose con ropas y sombreros que les tapan prácticamente por completo y que casi no dejan ver a qué raza pertenecen.

### Kokiris y Kologs
Los Kokiri forman una de las razas que habitan Hyrule, el mundo ficticio de la saga de videojuegos de Nintendo The Legend of Zelda.

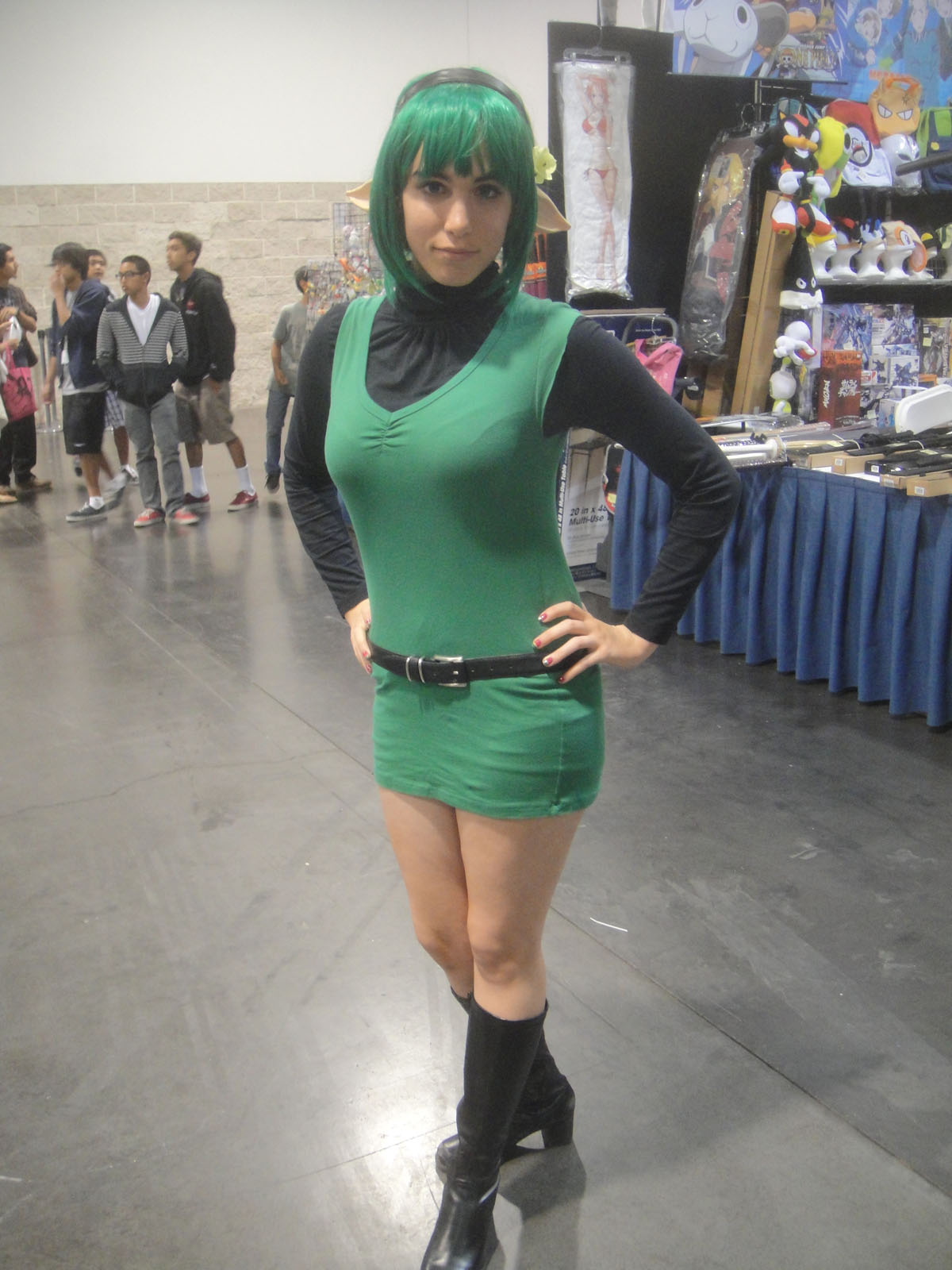
Cosplay de Saria (Kokiri)

Los Kokiri son una raza de niños que nunca crecen y que tienen prohibido abandonar su bosque, ya que si lo hicieran morirían. Son personajes pacíficos que siempre intentan divertirse y ser felices, sin ninguna preocupación.
Los niños Kokiri van siempre vestidos con túnicas verdes (estos trajes están inspirados en la novela de J. M. Barrie Peter Pan, representando la eterna niñez, la inocencia y la lucha contra el paso del tiempo. Es muy típico de la serie The Legend of Zelda incluir este tipo de guiños o intertextualidades de grandes obras clásicas y contemporáneas, así como de otras religiosas como la Biblia cristiana o los libros de Buda) y cada uno tiene su propia hada guardiana que le acompaña hasta el fin de su existencia.
Esta raza, por más que transcurre el tiempo no pueden crecer, ya que, permanecen con una apariencia de un niño pequeño de 10 años aproximadamente aunque su edad sobrepase los 40 años.
Se sabe que paso con ellos después de la Gran inundación relatada en el juego Wind Waker. Se supone que como al caer la gran inundación y su medio ambiente cambio ellos mutaron de ser Kokiris a Kologs (una especie de árboles pequeños que les gusta la música, el baile y viven bajo la protección del Árbol Deku).
Todos ellos viven bajo la protección del Venerable Árbol Deku, el sabio espíritu protector de la Tierra.
Los Kolog o Korok son personajes del mundo ficticio de Hyrule en la serie de videojuegos The Legend of Zelda de Nintendo, creada por Shigeru Miyamoto. Los Korok, según cuenta el mismo Venerable Árbol Deku en The Legend of Zelda: The Wind Waker, es en lo que se han transformado los niños Kokiri con el paso de los siglos.
Para adaptarse a la vida en el mar y poder llevar el bosque a otras islas, acabaron por desarrollar un aspecto de pequeñas hojas con la capacidad de volar cuando son arrastradas por las corrientes de aire. De esta forma pueden desplazarse fácilmente por todo el mar e ir plantando árboles en casi cualquier lugar.
Una teoría de los Kolog o Koroks es que los Kokiri eran provenientes de capullos del Árbol Deku en el bosque Kokiri (se decía que la única forma de que salieran los capullos era que una Kokiri deseara el nacimiento de otro con todo su corazón algunos dicen que Fado nació gracias a Saria, antigua sabía del bosque en Ocarina of Time, 100 años antes de Wind Waker) antes de la gran inundación de hyrule con esto la llegada del agua salada fue aceptada por el Venerable Árbol Deku.
Los Korok hacen un ritual cada año para expandir los bosques por los mares que inundaron Hyrule. Según la tradición el Venerable Árbol Deku deja caer sus semillas al son de la música de un violín místico que solo unos pocos (como Makar) saben tocar. Los Korok deben recoger las semillas y partir en busca de nuevas islas en las que plantarlas para expandir los bosques. Sin embargo, para que los árboles crezcan del todo deben ser regados con el agua especial de la Isla del Bosque. En caso contrario, el fruto y la semilla se marchitan.
Los Korok poseen la habilidad de volar debido a su pequeño tamaño (y su consecuente reducido peso) y a unas plantas en forma de helicóptero que utilizan a modo de paraguas para ser arrastrados por el viento. Esto les permite viajar a nuevas islas para hacer llevar a cabo su tarea de plantar árboles. También poseen la hoja deku. Link (el Héroe de los Vientos), podía volar y generar ráfagas de viento con la hoja deku si le quedaba poder mágico.
Los Korok viven en la Isla del Bosque, allí es donde también reside el Venerable Árbol Deku y donde brota el agua que permite que las semillas puedan crecer. Pero en el recuadro que ocupa este lugar en las cartas náuticas existen otras 3 islas. Una de ellas corresponde a los Bosques Prohibidos (según muchos, lo que quedó de los Bosques Perdidos tras la Gran Inundación). En él abundan las Deku Baba por lo que los korok tienen prohibido acercarse. Sin embargo Makar (el músico de los korok), intentó atravesar este lugar para llegar más rápido a la Isla del Bosque, algo que pagó caro... Las otras 2 islas no tienen tanta importancia, pero en una de ellas está el Club Minintendo, donde Link puede cambiar las luminografías (fotografías) que ha hecho a lo largo del juego por una serie de figurillas coleccionables.

### Orni

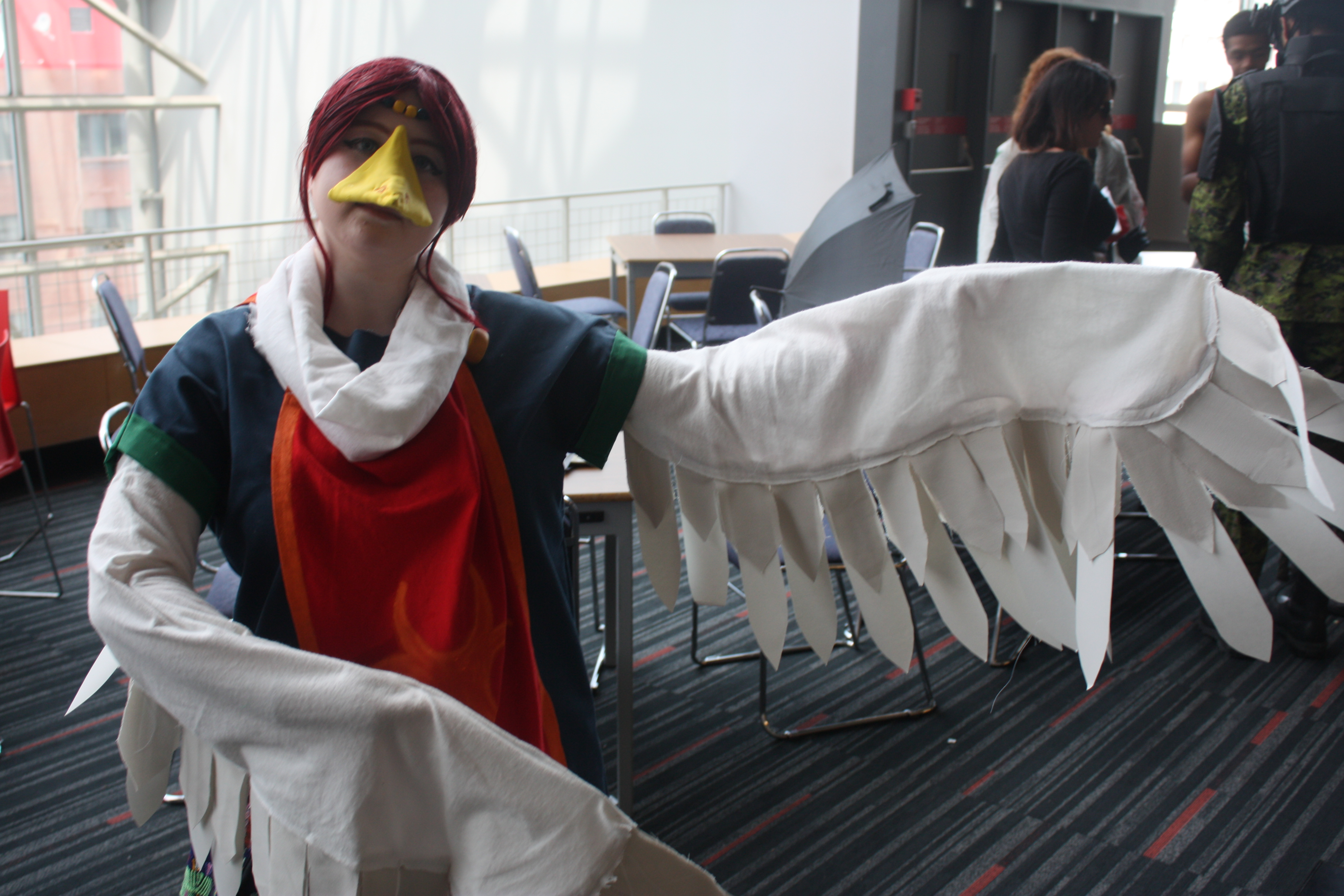
Cosplay de Medli (Orni)

Los Orni son una raza de seres mitad hombre y mitad pájaro, aparecen en The Legend of Zelda: The Wind Waker y Breath of the Wild. Cuando nacen tienen el aspecto de pájaros, pero carecen de alas con las que volar. Al cumplir una determinada edad, deben llegar a lo alto de su isla natal (la Isla del Dragón) para pedirle una escama al Dragón Valú.
Gracias a su habilidad para desplazarse por las islas, son los encargados del correo. Se dice que antiguamente, antes de que desarrollaran alas, utilizaban un instrumento llamado gancho aferrador para moverse por la escarpada Isla del Dragón. Son muchas las teorías sobre cómo eran los Rito antes de convertirse en seres alados.
La idea más extendida es que son los desaparecidos Zora basándose en aspectos como la similitud del símbolo que representa a la raza con el zafiro zora ( Ocarina del tiempo), el linaje entre Medli y la antigua Sabia Zora Laruto (así como el linaje kokiri-korok) y el aspecto físico en general.
También podrían ser hylianos. Algunos Orni importantes son Medli o Komali.

### Skull Kid

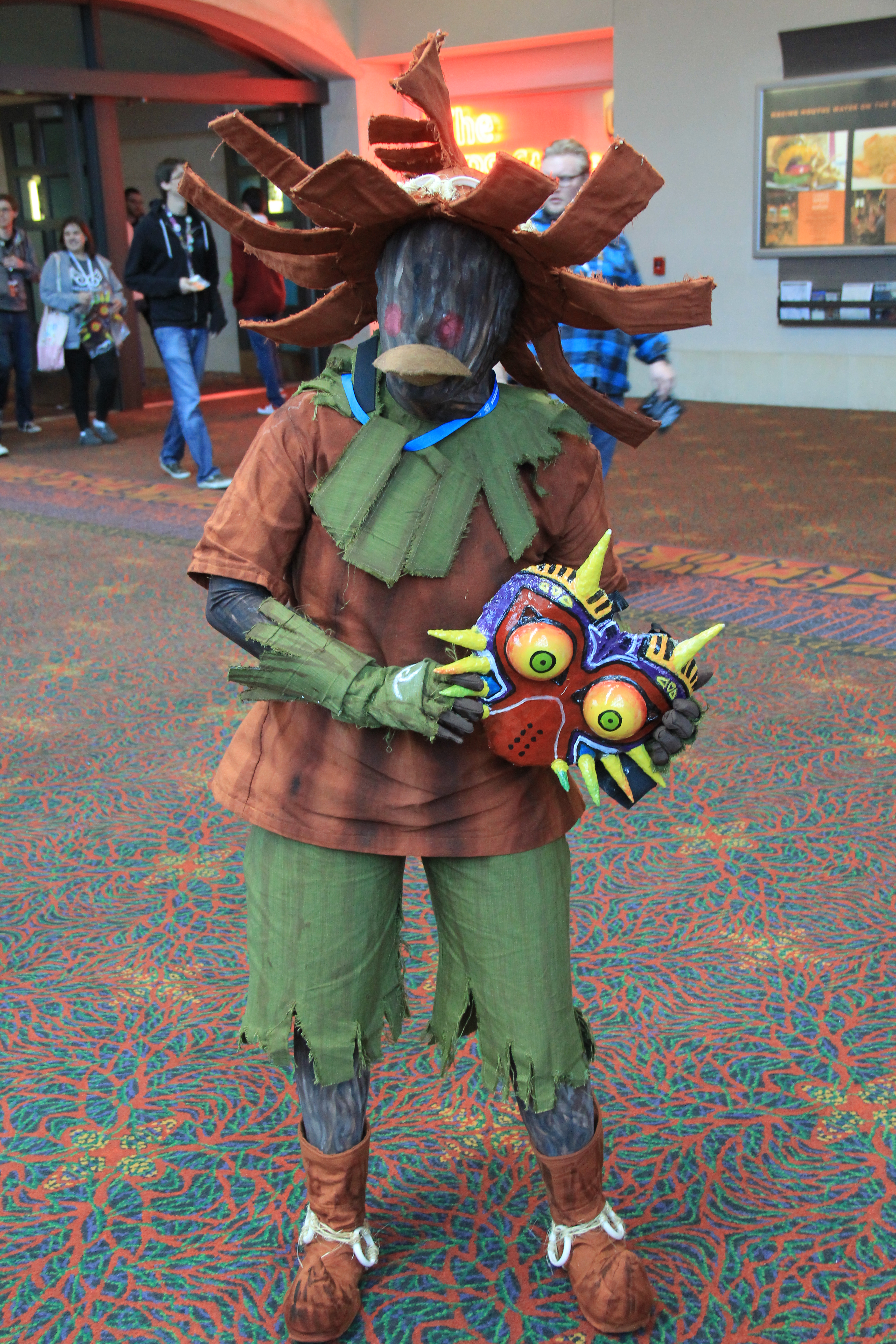
Skull Kid con la máscara Majora

Los Skull Kid son una raza recurrente en la saga de pequeños seres traviesos que viven en el Bosque Perdido. El aspecto físico de los Skull Kid varía un poco a través de los juegos, pero sus sombreros de tamaño infantil, atuendo desaliñado, de color rojizo y de ala ancha, se mantienen constantes. Mientras que los Skull Kid tienden a ser amables con los niños, temen a los adultos y los atacarán. Aparecen en Ocarina of Time, Majora's Mask y Twillight Princess.

### Subrosios
La raza de los Subrosios es una raza ficticia que habita en la Región de Subrosia, y aparece por primera y última vez en el juego The Legend of Zelda: Oracle of Seasons, perteneciente a la saga The Legend of Zelda.
Los Subrosios son, posiblemente, la gente más rara que jamás haya aparecido en The Legend of Zelda. Su aspecto no está bien definido, ya que van totalmente cubiertos con capas verdes y rojas que solo dejan ver sus grandes ojos, a pesar de vivir en un volcán. Se sabe que son más bien pequeños, y raramente salen de Subrosia, un pequeño mundo situado en las profundidades de Holodrum, una región alejada de Hyrule. Son muy miedosos y cautos, y el peor episodio de su historia fue el hundimiento del Templo de las Estaciones.
Les gusta bañarse en lava, su moneda son trozos de mineral y no rupias, por lo que hay que empezar de 0 con el dinero cuando llegas por primera vez allí, y aunque su moneda son los trozos de mineral, en las tiendas, también intercambian objetos o trozos de mineral por semillas. En el juego antes mencionado, conoces a una Subrosia llamada Rosita que tiene una llave la cual abre todas las puertas de Subrosia. Ella acompañará al personaje si le devuelves su lazo comprándolo primero en la tienda de Subrosia por un "mineral estrella". A los Subrosios también les apasiona bailar, y si consigues seguirles el ritmo pueden regalarte algo, como un bumerán.

### Zora

Símbolo Zora

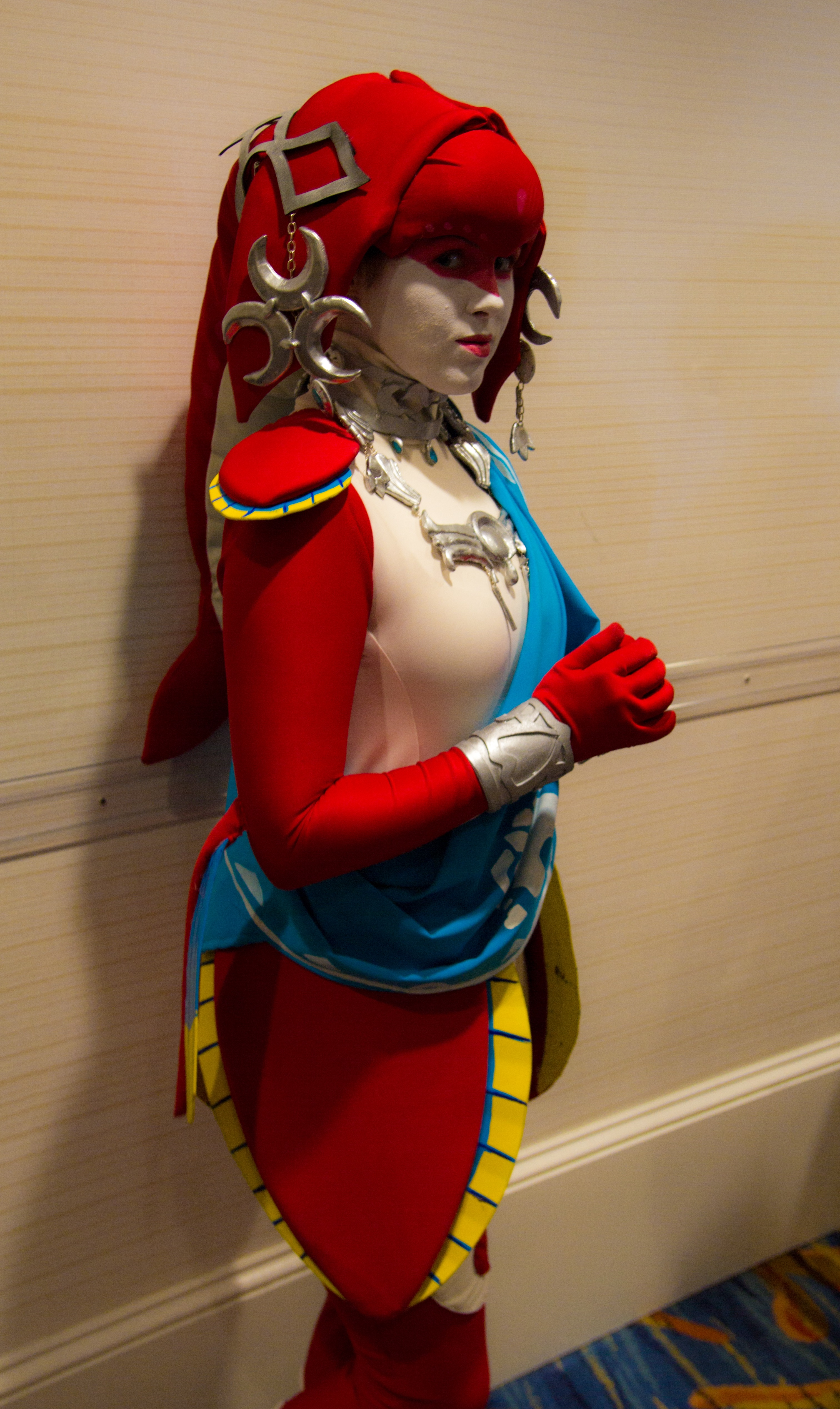
Cosplay de Mipha (Zora)

Los Zora forman una de las diferentes razas que habitan el mundo de Hyrule en la saga de videojuegos "The Legend of Zelda" de Nintendo.
Los Zora son una especie de hombres pez. Sus características principales son que pueden nadar rápidamente en el agua, no tienen necesidad de respirar bajo el agua y algunos de ellos son capaces de lanzar una especie de aletas que tienen en los antebrazos a largas distancias. Ellos cuentan con un asentamiento principal en el llamado "Dominio de Zora", en la zona este de Hyrule, aunque también pueden encontrarse en los alrededores del Lago Hylia, cerca del Templo del Agua.
Por lo general son una especie pacífica (aunque hay algunos hostiles) y leal a la Familia Real Hyliana. Su jefe, el Rey Zora, es un dirigente tranquilo que quiere lo mejor para sus súbditos. La hija de éste, la Princesa Ruto, por el contrario, es una muchacha muy vital, testaruda, presuntuosa y que se tiene muy creída su posición en la jerarquía Zora. Ésta quiere que Link (el Héroe del Tiempo) se convierta en su marido, motivo por el cual le entrega la piedra espiritual del agua: el Zafiro Zora, como si de un símbolo de su compromiso se tratase. Sin embargo el tiempo la hace cambiar y llega a convertirse en la Sabia del Agua.
Cien años después, durante los acontecimientos de Twilight Princess, los dominios zora, el curso del río y el Lago Hylia han cambiado completamente, así como la apariencia de los Zora. La reina zora, mujer del propio rey zora de Ocarina of Time, muere, y el trono de los Zoras lo ocupa su joven hijo.
Los Zora son los guardianes la Fuente Sagrada de la que emana el agua que llena el Río Zora (que atraviesa todo Hyrule hasta llegar al Lago Hylia) en la que vive su deidad protectora: Lord Jabu Jabu.
Esta especie, tras la llamada "Gran Inundación" que sepultó Hyrule bajo las aguas de un inmenso océano, parece haberse extinguido por completo. Tan sólo en The Legend of Zelda: The Wind Waker aparece el espíritu de Laruto (Lartis en la versión americana), la sacerdotisa zora de la Tierra.
También se ha descubierto una ciudad submarina habitada por zoras en los mares al sur de Labrynna, liderados por un monarca que gobierna todo el territorio marino.
Tras el diluvio que los dioses dieron a Hyrule los zoras dejaron los mares para convertirse en ornis (ritos en la versión americana), una raza que tiene la habilidad de volar gracias a la bendición de la escama de Valú, el dios de los cielos.
En Majora's Mask los Zora habitan la Gran Bahía. En una parte de la historia, Mikau, un guitarrista Zora ha quedado débil, adolorido y abandonado en el océano luego de luchar contra las piratas Gerudo para recuperar los huevos de Lulu, fracasando en su objetivo. Link lo encuentra y lo lleva a la costa, él le cuenta su historia en una canción. En ese momento le pide que "sane su alma". Link toca la "Canción de la Curación" con su ocarina. Mikau es sanado y su cuerpo y alma son sellados en una máscara llamada "Máscara Zora". Luego antes de desvanecerse, le confía a Link la capacidad de sanar los males que hay en la Gran Bahía. Link con la máscara Zora es capaz de encarnarse en el cuerpo de Mikau y de esta manera transformarse en él, siendo este juego el único en el cual hay posibilidad de que Link se transforme en Zora.
En Legend of Zelda Breath of the Wild la princesa zora es Mipha la cual tiene poderes curativos y comanda la bestia divina Vah Ruta. Al encontrarse Link con el espíritu de Mipha ella le confiere su poder con el que se cura cuando se siente débil. Más tarde en la historia del juego, se revela que esta estaba enamorada de Link, y que incluso llegó a confeccionar una prenda llamada armadura Zora para él, ya que según la tradición Zora, las princesas Zora debían confeccionar este tipo de prendas para sus futuros esposos.

## Recepción
En su número de enero de 2010, Nintendo Power afirmó que Hyrule era uno de los mejores lugares creados por Nintendo, debido a las vastas extensiones para explorar así como destacando lugares como el Bosque Perdido o la Montaña de la Muerte, diciendo que quedan marcados en la memoria del jugador.